# المدرسة الصبيبية (القدس)
المدرسة الصبيبية أو المدرسة النصيبية مدرسة تاريخية يرجع تاريخها إلى العصر المملوكي عام 1397م في فلسطين. تقع داخل أسوار البلدة القديمة لمدينة القدس، في الجهة الشمالية من المسجد الأقصى بجوار المدرسة الجاولية. تأسست في القرن الخامس عشر على يد الأمير علاء الدين علي بن ناصر الدين محمد الكركي، نائب قلعة نصيبين. وقد سُميت بهذا الاسم نسبةً إلى أحد القلاع الصبيبية التي تقع بين بانياس وتبنين.
كانت هذه المدرسة تتكون من مجموعة من الغرف والقاعات، وهي غير موجودة الآن ولم يبق منها سوى شباكين مغلقين موجودين في جدار المسجد الأقصى. من شيوخها، شرف الدين موسى الحنفي.